# 安雅·菲利普斯
安雅·菲利普斯（英語：Anya Phillips；1955年2月—1981年6月19日）是美国乐團经纪人与服裝设计师。她是1970年代后期纽约地下文化的推广旗手，对無浪潮音乐与时尚产生了重要影响。在乐队中安雅担任经纪人，同时还是摄影师、服装设计师、封面设计师、化装师、演员、歌手、 舞者，还参与拍摄过多部地下实验电影。
她與Steve Maas和Diego Cortez共同创立了纽约传奇夜店Mudd Club。她还是无浪潮音乐运动老大James Chance的女朋友兼经纪人，一手打造了James Chance and the Contortions乐團的形象和音乐理念。 
她是中美混血艺人費翔的姊姊。

## 早年生活
安雅出生于中華民國台灣。 1949年国共内战结束之前，她的母亲与第一任丈夫从北平前往台湾。 由于国共内战的持续，她的母亲未能返回中国大陸。 1955年，安雅在台北出生。 后来她的母亲嫁给了美国駐華大使馆的武官韦德·菲利普斯，并生下了她的弟弟费翔。 菲利普斯在台湾和多个军事基地长大。 
她從學校時代起就與西爾維亞·里德 (Sylvia Reed)成為最好的朋友，後者於1980年與搖滾樂歌手盧·里德結婚。

## 事業
菲利普斯後來搬到了纽约市，并于1977年与Cortez和Duncan Smith组建了一支乐队。 她在CBGB酒吧与特里·塞勒斯 (Terry Sellers)进行了施虐狂表演。  菲利普斯与科尔特斯在慕尼黑合作拍摄了他的电影《Grutz Elvis》 。 1978年3月，菲利普斯在《X Motion Picture》杂志上，首次与James Chance and The Contortions乐队一同身份出席Colab慈善晚会。  菲利普斯说服马斯开设一家俱乐部，并将其设想为一个名为Molotov Cocktail Lounge的佳處。她本应管理俱乐部，但在与Mass发生争执后，她毅然退出。 同時，她繼續管理Contortions，也短暫管理了Lydia Lunch。  在 Contortions 的首张专辑《Buy》中，她拍摄的塞勒斯穿着由菲利普斯为专辑封面设计的服装。  她不知道如何缝纫，只能通过将布条绑在一起来设计衣服。 金髮女郎主唱黛比·哈利佩戴过她的一些作品。 
她还曾涉足纽约1970年代末的地下电影界，并于 1978 年出现在Amos Poe《The Foreigner》中
她罕见地出现在1980年6月荷兰鹿特丹举行的James Chance and the Contortions音乐会的录音中（录音带于1990年在ROIR上发行），介绍乐队并在《I Danced with a Zombie》與《Melt Yourself Down》中担任和声。
當她為《龐克》雜誌撰稿時，他們給她起了個綽號「Anya Chowmein」。

## 逝世
1981年，她在金髮女郎黛比·哈利的陪同下被送往紐約市威徹斯特醫院。6月19日，她在纽约州瓦尔哈拉因為脑癌而辭世，終年26歲。  

## 影響
安雅逝世後第二年無浪潮也就此消散，The Mudd Club也關閉了。但無浪潮對後世的深遠影響，不僅於音樂，更波及電影、時尚、藝術等多方面。現在很多功成名就的音樂人、樂隊如音速青春、尼克·凱夫等都受到其深刻的影響。由No Wave開啟的噪音搖滾，以及其背後深層次的音樂意識也影響了之後壹切的另類搖滾樂，甚至於後來在帝都北京掀起的名為“No Beijing”的浪潮。
雖然無浪潮是短暫的，但是它對後世的影響還在繼續。在很多回顧朋克發展史的書籍和回憶錄中都涉及到安雅，人們給予了她高度的評價。法國著名形象顧問及攝影師Maripol是麥當娜的朋友和設計師，1970年代末拍了不少安雅的照片。 她2001年曾在紐約開過攝影展，讓大家重溫安雅的風彩。
她生前的男友James Chance於1982年為她獻上了一張專輯Sax Maniac。

## 關聯條目
- 無浪潮（英语：No Wave）
- CBGB酒吧
- James Chance and The Contortions（英语：James Chance and The Contortions）
- James Chance（英语：James Chance）
- 金髮女郎
- 黛比·哈利
- 费翔
- 音速青春
- 尼克·凱夫